# Luc-Olivier Merson

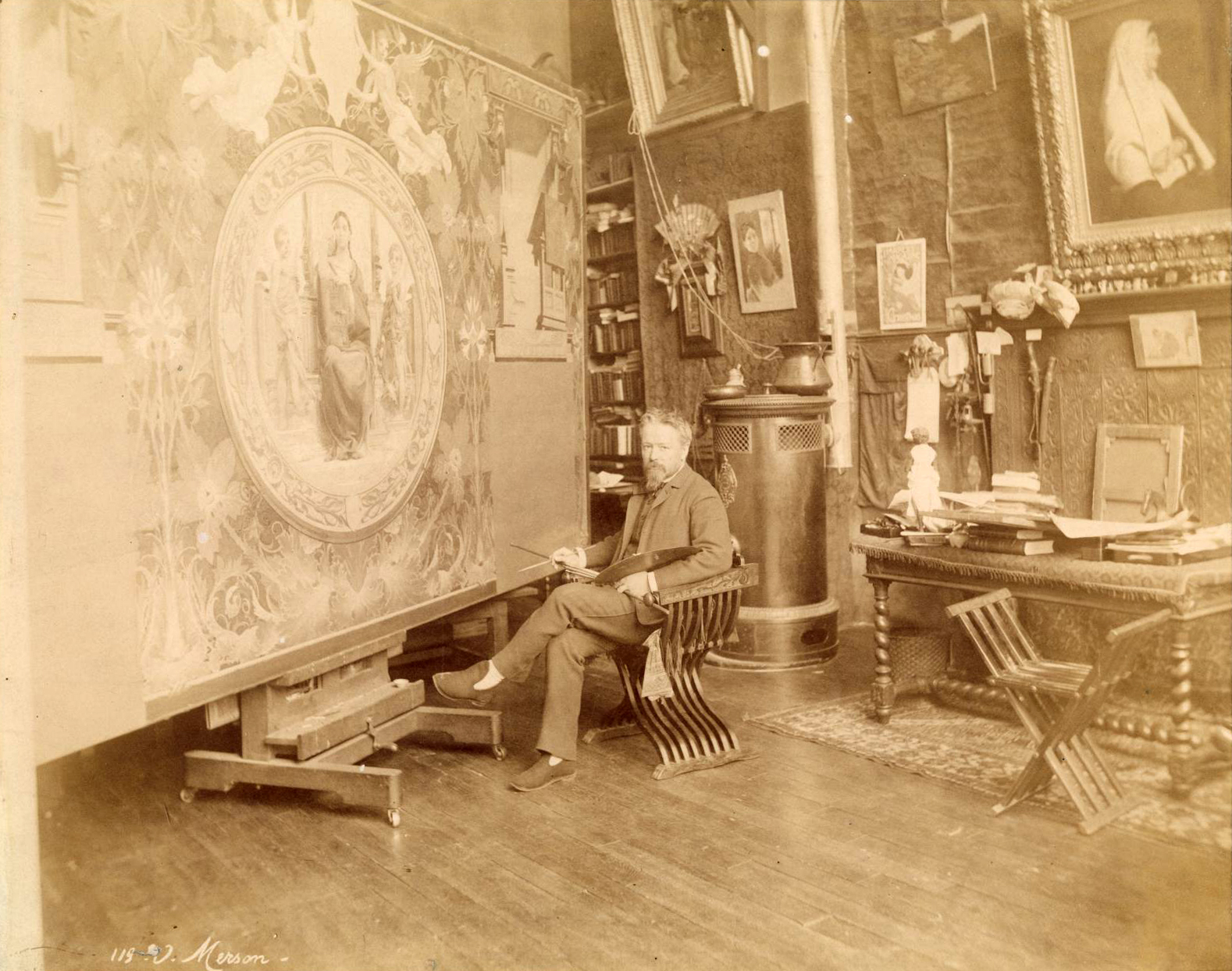
Luc-Olivier Merson

Luc-Olivier Merson (París, 21 de mayo de 1846-13 de noviembre de 1920) fue un pintor e ilustrador francés.

## Biografía
Gran Premio de Roma en 1869 con Le Soldat de Marathon, Luc-Olivier Merson obtuvo el reconocimiento del Salón de la Sociedad de Artistas Franceses al ganar la Medalla de primera clase de la edición del año 1875, así como la medalla de oro de la Exposición Universal de París de 1889.
En 1892, fue elegido miembro de la Academia de Bellas Artes de Francia.
De 1906 a 1911 pasó a ser jefe de taller en la Escuela de Bellas Artes de París. nombrado Caballero de la Legión de Honor en 1891, fue hecho Comandante a título póstumo en 1920.
La obra de Luc-Olivier Merson fue principalmente de pintura religiosa y pintura de historia.

## Selección de obras

### Pinturas
- Le Loup d'Agubbio, 1877, Palacio de Bellas Artes de Lille
- Le repos pendant la fuite en Égypte, 1880, Museo de las Bellas Artes de Niza.
- Saint Louis entre l'Église et saint Thomas d'Aquin, vers 1888, Museo de Orsay, Paris[2]
- La Vérité, 1901, Museo de Orsay, Paris[3]
- La Famille, 1901, Museo de Orsay, Paris[4]
- La Fortune, 1901, Museo de Orsay, Paris[5]
- L'Annonciation, 1908, Museo Thomas-Henry, Cherburgo-Octeville
- Danse de fiançailles, triptyque, musée d'Orsay, Paris[6]

|                                                                       |
| Le Soldat de Marathon (1869), obra con la que ganó el Premio de Roma. |

|                                                                 |
| L'Annonciation (1908), Museo Thomas-Henry, Cherburgo-Octeville. |

|                                                                                               |
| Mosaico en la basílica del Sagrado Corazón (París) con la colaboración de Henri-Marcel Magne. |

|                                                             |
| Le Loup d'Aggubio (1877), Palacio de Bellas Artes de Lille. |

|                                          |
| La Vérité (1901), Museo de Orsay, París. |

### Obras decorativas
- Frescos en el Ayuntamiento de París y el Teatro Nacional de la Opéra-Comique
- Mosaicos para la Basílica del Sagrado Corazón de París
- Vitrales de la Iglesia de Sainte-Eugénie de Biarritz y la capilla Belmont
- Esmalte y fayenza

## Obras ilustradas por Luc-Olivier Merson
- Los trofeos de José María de Heredia
- Nuestra Señora de París de Victor Hugo, grabado por Adolphe-Alphonse Géry-Bichard.
- Colaboraciones en La Mosaïque y en La Revue illustrée.

## Sellos, papel moneda y tarjetas postales
- Merson diseñó sellos postales de Francia y de Mónaco, en concreto una serie básica denominada Type Merson.
- Es el autor de algunos billetes de banco, como los billetes de 50 y 100 francos de los años 1920-30.
- Inició la colección de tarjetas postales Collection des cent en 1901.

|                                       |
| Sello de la serie básica Type Merson. |

|                                  |
| Billete de 50 francos de Merson. |

|                                   |
| Billete de 100 francos de Merson. |

## Alumnos
Luc-Olivier Merson, que fue profesor en la Escuela de Bellas Artes de París, tuvo como alumnos, entre otros, a:
| - Henri Alphonse Barnoin - Paul Adrien Bouroux - Jean-Georges Cornélius - André Engel - Charles L’Eplattenier - Martin Feuerstein | - Léo Fontan ca. 1907 - Abel Gerbaud - Raymond Jules Koening - Victor P. Ménard - Gabriel Moiselet - Bernard Boutet de Monvel | - Marcel Nicolle - Francis Renaud - Charles Martin-Sauvaigo - Pierre Sevaistre - Alexandre Urbain |

### Externos
- Wikimedia Commons alberga una categoría multimedia sobre Luc-Olivier Merson.

- Datos: Q390904
- Multimedia: Luc-Olivier Merson / Q390904